# Ada de Carie
Pour les articles homonymes, voir Ada.
Ada de Carie ou Ada d'Halicarnasse est une satrape de Carie du IVe siècle av. J.-C. restaurée dans ses fonctions par Alexandre le Grand.

## Histoire
Elle est la fille d'Hécatomnos et la sœur d'Artémise II, de Mausole, de Pixodaros et d'Idrieus, qu'elle épouse ; elle lui succède à sa mort en 344 av. J.-C. mais est en 340 av. J.-C. dépossédée du trône par son plus jeune frère Pixodaros avec l'aide du mercenaire Mentor de Rhodes. Elle est finalement restaurée dans ses fonctions par Alexandre le Grand après le siège d'Halicarnasse (334 av. J.-C.), lequel joue sur les rivalités entre Ada et Pixodaros. Ada, qui livre la forteresse d'Alinda en gage de sa bonne foi, adopte alors Alexandre comme son fils et en fait son héritier. La plupart des satrapies orientales seront organisées selon ce modèle : les pouvoirs civils sont donnés à un Perse ou un Asiatique et les pouvoirs militaires à un Macédonien.

« Ayant enseveli ses morts, il [Alexandre] donna ordre de conduire les machines à Tralles ; fit raser la ville, et laissant dans la Carie trois mille hommes de pied et deux cents chevaux sous les ordres de Ptolémée, il partit pour la Phrygie. Il établit Ada sur toute la Carie. Ada, fille d'Hécatomnus, avait été en même temps, suivant la loi des Cariens, femme et soeur d'Hidriée ; et d'après la coutume asiatique qui, depuis Sémiramis, accorde aux femmes le droit l'empire, Hidriée, en mourant, avait laissé à la sienne l'administration de son royaume. Pexodare l'en avait chassée en s'emparant du pouvoir ; Orontobates, gendre de l'usurpateur, avait reçu du roi le gouvernement de la Carie. »

— Arrien, Anabase I, 5.